# Mertensophryne loveridgei
Mertensophryne loveridgei är en groddjursart som först beskrevs av John C. Poynton 1991.  Mertensophryne loveridgei ingår i släktet Mertensophryne och familjen paddor. IUCN kategoriserar arten globalt som livskraftig. Inga underarter finns listade i Catalogue of Life.